# Caïman Akwa Club Douala
O Caïman Akwa Club Douala, mais conhecido como Caïman Douala, é um clube de futebol sediado na cidade de Duala, nos Camarões. Fundado em 1927, manda seu jogos no Estádio da Reunificação, que possui capacidade máxima para 39 000 espectadores.

## Títulos oficiais
- Campeonato Camaronês (3): 1962, 1968 e 1975
- Copa dos Camarões (1): 1975